# Съборно послание на свети апостол Иуда
Съборно послание на свети апостол Иуда е библейска книга, дванадесета в Новия завет.
Автор на книгата е Юда Яковлев, според католиците и православните християни това е Юда Тадей. Извън посланието Юда се споменава в Новия Завет общо пет пъти – три пъти като Юда Тадей и два пъти като Юда, брат на Иисус (изключвайки препратките към Юда Искариотски и Юда, син на Яков). Продължава дебатът дали авторът на посланието е апостолът, братът на Исус, и двамата, или нито един от тях. Учените твърдят, че тъй като авторът на писмото не се е идентифицирал като апостол и също така се позовава на апостолите като на трета страна, той не може да бъде идентифициран с апостол Юда. Други учени са направили обратното заключение, което е, че като апостол той не би направил претенция за апостолство от свое име.
В книгата авторът се представя като „Юда, слуга на Иисус Христос, брат на Яков“. Яков е ръководител на Йерусалимската църква.
Посланието вероятно е написано преди Второ съборно послание на свети апостол Петра (т.е. преди 66 година), защото в него има заимствани текстове от него.